# Cesinha (futebolista de areia)
Cesar Tomaz Coutinho Segismundo Esteves, mais conhecido como Cesinha (Rio de Janeiro, 3 de outubro de 1983), é um ex-futebolista de areia brasileiro. Atualmente, é coordenador da modalidade no Vasco da Gama.
Aposentou das areias em 2019, após o título da Copa Libertadores, com o Vasco da Gama.

## Títulos
Vasco da Gama
- Tricampeão da Copa Libertadores (2016, 2017 e 2019)
- Bicampeão do Campeonato Brasileiro (2017 e 2019)
- Bicampeão da Copa Brasil (2012, 2014)
- Campeão do Circuito Brasileiro de Futebol de Areia (2013/14)
- Campeão da I Etapa do Circuito Brasileiro de Futebol de Areia - Vitória (ES) (2013)
- Campeão da IV Etapa do Circuito Brasileiro de Futebol de Areia - Serra (ES) (2014)
- Campeão da Supercopa do Brasil (2012)
- Campeão do Torneio Rio-São Paulo (2010)
- Bicampeão do Campeonato Carioca (2014 e 2018)
- Campeão da II Taça Rio Cidade da Paz (2011)
- Campeão do Desafio Internacional Guara Plus de Beach Soccer (2012)
- Campeão do Desafio Fair Play de Beach Soccer (2013)
- Campeão do Desafio Espírito Santo (2012)

Seleção Brasileira
- Ouro nos Jogos Sul-Americanos de Praia (2014)
- Bicampeão da Copa das Nações de Beach Soccer (2013.1 e 2013.2)
- Bicampeão da Copa Riviera Maya (2013 e 2014)

## Campanhas de Destaque
Vasco da Gama
- Vice-campeão do Mundialito de Clubes de Futebol de Areia (2015)
- Vice-campeão da Copa Brasil (2011)
- Vice-campeão do Campeonato Carioca (2019)
- Terceiro lugar no Mundialito de Clubes de Futebol de Areia (2013)
- Terceiro lugar da Copa Brasil (2013 e 2017–18)
- Terceiro lugar na III Etapa do Circuito Brasileiro de Futebol de Areia - São Luís (MA) (2014)

Seleção Brasileira
- Terceiro lugar das Eliminatórias para a Copa do Mundo (2013)
- Vice-campeão da Copa Lagos (2019)

## Prêmios Individuais
- Melhor Goleiro da Copa Riviera Maya (2013)
- Melhor Goleiro da Copa Brasil (2012 e 2014[3])
- Melhor Goleiro da Supercopa do Brasil (2012)
- Melhor Goleiro do Desafio Internacional Guara Plus de Beach Soccer (2012)
- Melhor Goleiro do Mundialito de Clubes (2015)
- Melhor Goleiro do Campeonato Carioca (2018 e 2019)

## Ligações Externas
- Ficha na CBBS